# Atholus praetermissus
Atholus praetermissus är en skalbaggsart som först beskrevs av Peyron 1856.  Atholus praetermissus ingår i släktet Atholus och familjen stumpbaggar. Enligt den svenska rödlistan är arten akut hotad i Sverige. Arten förekommer på Öland. Arten har tidigare förekommit i Götaland men är numera lokalt utdöd. Artens livsmiljö är jordbrukslandskap. Inga underarter finns listade i Catalogue of Life.